# Kanton Janville
Der Kanton Janville war bis 2015 ein französischer Wahlkreis im Arrondissement Chartres, im Département Eure-et-Loir und in der Region Centre-Val de Loire; sein Hauptort war Janville.

## Geographie
Der 19 Gemeinden umfassende Kanton Janville war 288,74 km² groß und hatte 9659 Einwohner (Stand: 2012).

## Gemeinden
| Gemeinde               | Einwohner | Code postal | Code Insee |
| ---------------------- | --------- | ----------- | ---------- |
| Allaines-Mervilliers   | 274       | 28310       | 28002      |
| Barmainville           | 107       | 28310       | 28025      |
| Baudreville            | 249       | 28310       | 28026      |
| Fresnay-l’Évêque       | 560       | 28310       | 28164      |
| Gommerville            | 473       | 28310       | 28183      |
| Gouillons              | 317       | 28310       | 28184      |
| Guilleville            | 173       | 28310       | 28189      |
| Intréville             | 148       | 28310       | 28197      |
| Janville               | 1697      | 28310       | 28199      |
| Levesville-la-Chenard  | 208       | 28310       | 28210      |
| Mérouville             | 181       | 28310       | 28243      |
| Neuvy-en-Beauce        | 179       | 28310       | 28276      |
| Oinville-Saint-Liphard | 269       | 28310       | 28284      |
| Poinville              | 110       | 28310       | 28300      |
| Le Puiset              | 371       | 28310       | 28311      |
| Rouvray-Saint-Denis    | 360       | 28310       | 28319      |
| Santilly               | 305       | 28310       | 28367      |
| Toury                  | 2666      | 28310       | 28391      |
| Trancrainville         | 170       | 28310       | 28392      |